# Марія Мох
Марія Мох (нар. 0 грудня 1990) — колишня російська тенісистка.
Найвищу одиночну позицію світового рейтингу — 359 місце досягла 10 серпня 2009, парну — 435 місце — 14 липня 2008 року.
Здобула 1 одиночний та 2 парні титули.

## Фінали ITF

### Одиночний розряд: 2 (1–1)
| Легенда          |
| ---------------- |
| турніри $100,000 |
| турніри $80,000  |
| турніри $60,000  |
| турніри $25,000  |
| турніри $10,000  |

| Фінали за покриттям |
| ------------------- |
| Тверде (1–0)        |
| Ґрунт (0–1)         |
| Трава (0–0)         |
| Килим (0–0)         |

| Результат | W–L | Дата     | Турнір                | Рівень | Покриття | Суперниця        | Рахунок          |
| --------- | --- | -------- | --------------------- | ------ | -------- | ---------------- | ---------------- |
| Перемога  | 1–0 | Чер 2009 | ITF Ґеусдал, Норвегія | 10,000 | Тверде   | Вікторія Ларр'єр | 5–7, 6–3, 7–6(5) |
| Поразка   | 1–1 | Лип 2012 | ITF Прокуплє, Сербія  | 10,000 | Ґрунт    | Вікторія Кан     | 1–6, 2–6         |

### Парний розряд: 8 (2–6)
| Легенда          |
| ---------------- |
| турніри $100,000 |
| турніри $80,000  |
| турніри $60,000  |
| турніри $25,000  |
| турніри $10,000  |

| Фінали за покриттям |
| ------------------- |
| Тверде (1–3)        |
| Ґрунт (1–3)         |
| Трава (0–0)         |
| Килим (0–0)         |

| Результат | W–L | Дата     | Турнір                 | Рівень | Покриття | Партнерка            | Суперниці                         | Рахунок             |
| --------- | --- | -------- | ---------------------- | ------ | -------- | -------------------- | --------------------------------- | ------------------- |
| Перемога  | 1–0 | Лип 2011 | ITF Ізмір, Туреччина   | 10,000 | Ґрунт    | Анастасія Мухаметова | Олександра Романова Моніка Тумова | 6–1, 6–3            |
| Поразка   | 1–1 | Сер 2011 | ITF Вінковці, Хорватія | 10,000 | Ґрунт    | Ліза Брікманн        | Сільвія Нджирич Карла Попович     | 2–6, 3–6            |
| Поразка   | 1–2 | Кві 2012 | ITF Анталія, Туреччина | 10,000 | Тверде   | Ана Богдан           | Оксана Калашникова Софія Квацабая | 4–6, 4–6            |
| Поразка   | 1–3 | Чер 2012 | ITF Ниш, Сербія        | 10,000 | Ґрунт    | Ліна Джорческа       | Гюля Есен Лютфіє Есен             | 6–3, 6–7(2), [6–10] |
| Поразка   | 1–4 | Жов 2012 | ITF Стокгольм, Швеція  | 10,000 | Тверде   | Ева Паалма           | Доніка Башота Олена Остапенко     | 6–7(4), 1–6         |
| Поразка   | 1–5 | Тра 2013 | ITF Бостад, Швеція     | 10,000 | Ґрунт    | Їсалін Бонавентюре   | Сінді Бюргер Мілана Шпремо        | 1–6, 4–6            |
| Перемога  | 2–5 | Жов 2013 | ITF Стокгольм, Швеція  | 10,000 | Тверде   | Ева Паалма           | Емма Ек Зузана Лукнарова          | 6–2, 6–2            |
| Поразка   | 2–6 | Лип 2014 | ITF Стамбул, Туреччина | 10,000 | Тверде   | Анетте Мунозова      | Башак Ерайдин Меліс Сезер         | 6–2, 0–6, [7–10]    |